# Dick Justice
Dick Justice, de son vrai nom Richard Justice, né en 1903 en Virginie-Occidentale et mort le 12 septembre 1962, était un chanteur et guitariste de blues et de country américain.

## Carrière
Sa carrière débute à Chicago en 1929 lorsqu'il enregistre dix chansons pour le label Brunswick Records. Chose rare à l'époque, il est fortement influencé par les musiciens noirs, plus particulièrement Luke Jordan, qui enregistra pour Victor Records en 1927 et 1929. La chanson Cocaine de Justice est une reprise mot pour mot de la chanson du même nom, enregistrée deux ans auparavant par Jordan.
Sa chanson Brownskin Blues se rapproche fortement du style de Jordan, mais le détachement original de Dick est déjà perceptible. Luke Jordan était originaire de Lynchburg en Virginie et on peut imaginer que les deux puissent s'être rencontrés. Dick Justice s'est également rapproché musicalement de Frank Hutchison, avec qui il a fait de la musique et dont il fut collègue comme mineur dans le Comté de Logan, de même que de Bayless Rose et des Williamson Brothers.
Sa version de la chanson traditionnelle Henry Lee fut la musique d'ouverture de la célèbre compilation d'Harry Smith en 1955, Anthology of American Folk Music.  